# Primera revolución de supercuerdas
En física, la primera revolución de supercuerdas es un período de descubrimientos importantes en teoría de cuerdas entre 1984 y 1986. Los físicos entendieron que la teoría de cuerdas era capaz de describir todas las partículas e interacciones elementales entre ellas, y centenares de ellos comenzaron a trabajar en teoría de cuerdas como la idea más prometedora para unificar teorías en la física. La revolución comenzó con el descubrimiento de la cancelación de la anomalía en teoría de cuerdas de tipo I de Michael Green y John Schwarz en 1984. La anomalía es cancelada debido al mecanismo Green-Schwarz. Otros muchos descubrimientos seminales, tales como la cuerda heterótica, fueron hechos en 1985. Además en 1985 se constató que para obtener la supersimetría "N = 1", se requería la existencia de 6 dimensiones extra compactificadas en forma de variedad de Calabi-Yau. Estas dimensiones adicionales serían inobservables por estar compactificadas.